# Chala (Höhenstufe)

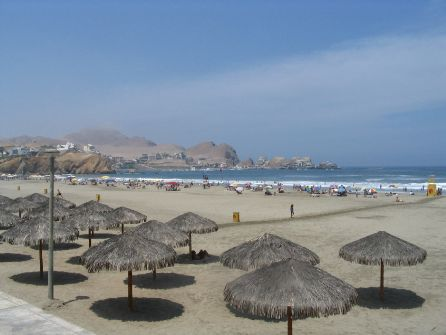
Strand in Santa María del Mar, Lima, Peru

Die Chala (aus Aymara ch'alla, „Sand“) ist die nach Javier Pulgar Vidal am niedrigsten gelegene Höhenstufe westlich der Anden, und zwar vom Meeresspiegel bis 500 m Höhe über dem Meeresspiegel. Zusammen mit der Omagua-Stufe der Anden-Ostseite bilden sie die planare Höhenstufe und sind Teil der klassischen Anden-Zonierung Tierra caliente („heißes Land“).
Das Oberflächenrelief der Chala ist vielseitig: Bergrücken, die bis ins Meer reichen, wechseln mit flachen, sandigen Abschnitten und Dünen ab, so dass sich stellenweise ein buchtenreicher Küstenverlauf ergibt.
Bei der Chala handelt es sich um eine Wüstenlandschaft, unterbrochen von sehr fruchtbaren Flusstälern, deren Flüsse teilweise nur temporär sind und die bereits den alten Hochkulturen wie den Mochica oder später den Chimú eine sehr ertragreiche Landwirtschaft ermöglichten. Heutzutage werden dort in industriellem Maßstab Baumwolle, Reis, Zuckerrohr, Wein und Oliven angebaut.
Im Norden Perus ist das Klima heiß und sonnig mit einzelnen jahreszeitlichen Regenfällen. Im Süden Perus scheint von Dezember bis Mai die Sonne, während ansonsten Nebel vorherrscht und praktisch kein Regen fällt. Trotz des fehlenden Regens ist die relative Luftfeuchtigkeit vergleichsweise hoch.
Auf Grund des kalten Humboldt-Stroms und der hohen westlichen Bergkette der Anden ist das Klima kühler und viel trockener als das in anderen Regionen der Welt vergleichbarer Breitengrade. Zugleich gibt es kaum Luftdruckschwankungen.
In der Chala gibt es regional vielseitige Pflanzengesellschaften. Zu den wichtigsten (teilweise eingeführten) Pflanzen gehören der amerikanische Johannisbrotbaum (Prosopis pallida, eine Mesquite-Art), z. B. für Matten, Körbe, Kisten verwendete Riedgräser, Totora, Kokospalmen, Dattelpalmen, Olivenbäume und Weinreben.